# Giải vô địch bóng đá U-17 thế giới 2023
Giải vô địch bóng đá U-17 thế giới 2023 là giải đấu lần thứ 19 của Giải vô địch bóng đá U-17 thế giới, giải đấu bóng đá trẻ thế giới dành cho nam được tổ chức hai năm một lần dành cho các đội tuyển U-17 quốc gia của các hiệp hội thành viên FIFA. Được tổ chức tại Indonesia từ ngày 10 tháng 11 đến ngày 2 tháng 12 năm 2023. Đây là lần đầu tiên Indonesia đăng cai một giải đấu của FIFA, lần đầu tiên Giải vô địch bóng đá U-17 thế giới được tổ chức tại Đông Nam Á và là giải đấu thứ sáu diễn ra tại một quốc gia châu Á, sau Trung Quốc tại 1985, Nhật Bản tại 1993, Hàn Quốc tại 2007, Các Tiểu vương quốc Ả Rập Thống nhất tại 2013 và Ấn Độ tại 2017. Đây là giải đấu bóng đá nam thứ ba của FIFA được tổ chức tại Đông Nam Á, sau Giải vô địch bóng đá trẻ thế giới 1997 tại Malaysia và Giải vô địch bóng đá trong nhà thế giới 2012 tại Thái Lan.
Mùa giải này đánh dấu sự trở lại của giải đấu sau 4 năm gián đoạn do đại dịch COVID-19, FIFA buộc phải hủy bỏ mùa giải năm 2021.
Brasil là đương kim vô địch, nhưng đã không thể bảo vệ thành công danh hiệu khi nhận thất bại 0–3 trước Argentina ở tứ kết. Đức giành chức vô địch đầu tiên trong lịch sử khi đánh bại Pháp ở trận chung kết với tỉ số 4–3 trên loạt sút luân lưu sau khi hai đội hòa nhau 2–2 trong 90 phút chính thức.

## Lựa chọn chủ nhà
Perú đã được công bố là chủ nhà sau cuộc họp của Hội đồng FIFA vào ngày 24 tháng 10 năm 2019 tại Thượng Hải, Trung Quốc. Perú cũng là một trong những quốc gia đấu thầu đăng cai Giải vô địch bóng đá U-20 thế giới 2021, giải đấu này được trao cho Indonesia đăng cai cùng ngày đổi lấy Perú sẽ tổ chức giải đấu của U-17.
Perú đã từng tổ chức giải đấu vào năm 2005. Ban đầu, Perú cũng được trao quyền đăng cai cho giải đấu vào năm 2019, nhưng đã bị FIFA tước quyền đăng cai vào tháng 2 năm 2019 sau khi cơ sở vật chất không đáp ứng đủ tiêu chuẩn của FIFA.
Perú một lần nữa đã bị tước quyền chủ nhà của giải đấu do không kịp hoàn thiện cơ sở vật chất. Với việc FIFA thông báo rút quyền đăng cai của Perú cũng đồng nghĩa Đội tuyển bóng đá U-17 quốc gia Perú không vượt qua được vòng loại cho giải đấu này. Tại Giải vô địch bóng đá U-17 Nam Mỹ 2023, giải đấu là vòng loại cho U-17 World Cup khu vực Nam Mỹ (CONMEBOL), Perú không qua được vòng bảng.

## Địa điểm thi đấu
Vào ngày 23 tháng 6 năm 2023, FIFA chính thức công bố Indonesia là chủ nhà của giải đấu này.
Chủ tịch Hiệp hội bóng đá Indonesia (PSSI), Erick Thohir, tuyên bố rằng họ sẽ đề xuất tám sân vận động cho FIFA để tổ chức giải đấu. Sáu trong số đó được chọn để tổ chức FIFA U-20 World Cup 2023 khi Indonesia chưa bị tước quyền đăng cai giải đấu này: Sân vận động Gelora Bung Karno (Jakarta), Sân vận động Gelora Bung Tomo (Surabaya), Sân vận động Jalak Harupat (Bandung), Sân vận động Manahan (Surakarta/Solo), Sân vận động Kapten I Wayan Dipta (Bali) và Sân vận động Gelora Sriwijaya (Palembang). Hai sân vận động bổ sung là Sân vận động Quốc tế Jakarta và Sân vận động Pakansari.
Erick Thohir sau đó xác nhận rằng các trận bán kết và trận chung kết sẽ diễn ra tại Sân vận động Manahan.
| Jakarta | Surabaya                      |
| --- | ----------------------------- |
| Sân vận động Quốc tế Jakarta                                                                                    | Sân vận động Gelora Bung Tomo |
| Sức chứa: 82,000                                                                                                | Sức chứa: 45,134              |
| |                               |
| Vị trí các sân vận động tại Giải vô địch bóng đá U-17 thế giới 2023 (Indonesia) JakartaBandungSurabayaSurakarta |                               |
| Bandung | Surakarta                     |
| Sân vận động Jalak Harupat                                                                                      | Sân vận động Manahan          |
| Sức chứa: 30,100                                                                                                | Sức chứa: 20,000              |
| |                               |

## Các đội tuyển vượt qua vòng loại
Tổng cộng 24 đội tuyển lọt vào chung kết. Ngoại trừ chủ nhà, 23 đội khác vượt qua vòng loại từ sáu giải đấu của các liên đoàn. 
| Liên đoàn châu lục                    | Giải đấu vòng loại                            | Đội tuyển          | Tham dự chung kết | Tham dự gần nhất                 | Thành tích tốt nhất                                  |
| ------------------------------------- | --------------------------------------------- | ------------------ | ----------------- | -------------------------------- | ---------------------------------------------------- |
| AFC (Châu Á)                          | Chủ nhà                                       | Indonesia          | Lần đầu           | Không                            | Không                                                |
| AFC (Châu Á)                          | Cúp bóng đá U-17 châu Á 2023                  | Iran               | Lần thứ 5         | 2017                             | Tứ kết (2017)                                        |
| AFC (Châu Á)                          | Cúp bóng đá U-17 châu Á 2023                  | Nhật Bản           | Lần thứ 10        | 2019                             | Tứ kết (1993, 2011)                                  |
| AFC (Châu Á)                          | Cúp bóng đá U-17 châu Á 2023                  | Hàn Quốc           | Lần thứ 7         | 2019                             | Tứ kết (1987, 2009, 2019)                            |
| AFC (Châu Á)                          | Cúp bóng đá U-17 châu Á 2023                  | Uzbekistan         | Lần thứ 3         | 2013                             | Tứ kết (2011)                                        |
| CAF (Châu Phi)                        | Giải vô địch bóng đá U-17 châu Phi 2023       | Burkina Faso       | Lần thứ 5         | 2011                             | Hạng ba (2001)                                       |
| CAF (Châu Phi)                        | Giải vô địch bóng đá U-17 châu Phi 2023       | Mali               | Lần thứ 6         | 2017                             | Á quân (2015)                                        |
| CAF (Châu Phi)                        | Giải vô địch bóng đá U-17 châu Phi 2023       | Maroc              | Lần thứ 2         | 2013                             | Vòng 16 đội (2013)                                   |
| CAF (Châu Phi)                        | Giải vô địch bóng đá U-17 châu Phi 2023       | Sénégal            | Lần thứ 2         | 2019                             | Vòng 16 đội (2019)                                   |
| CONCACAF (Bắc, Trung Mỹ và Caribbe)   | Giải vô địch bóng đá U-17 CONCACAF 2022       | Canada             | Lần thứ 8         | 2019                             | Vòng bảng (1987, 1989, 1993, 1995, 2011, 2013, 2019) |
| CONCACAF (Bắc, Trung Mỹ và Caribbe)   | Giải vô địch bóng đá U-17 CONCACAF 2022       | México             | Lần thứ 15        | 2019                             | Vô địch (2005, 2011)                                 |
| CONCACAF (Bắc, Trung Mỹ và Caribbe)   | Giải vô địch bóng đá U-17 CONCACAF 2022       | Panamá             | Lần thứ 3         | 2013                             | Vòng 16 đội (2011)                                   |
| CONCACAF (Bắc, Trung Mỹ và Caribbe)   | Giải vô địch bóng đá U-17 CONCACAF 2022       | Hoa Kỳ             | Lần thứ 18        | 2019                             | Hạng tư (1999)                                       |
| CONMEBOL (Nam Mỹ)                     |                                               |                    |                   |                                  |                                                      |
| Giải vô địch bóng đá U-17 Nam Mỹ 2023 | Argentina                                     | Lần thứ 15         | 2019              | Hạng ba (1991, 1995, 2003)       |                                                      |
| Giải vô địch bóng đá U-17 Nam Mỹ 2023 | Brasil                                        | Lần thứ 18         | 2019              | Vô địch (1997, 1999, 2003, 2019) |                                                      |
| Giải vô địch bóng đá U-17 Nam Mỹ 2023 | Ecuador                                       | Lần thứ 6          | 2019              | Tứ kết (1995, 2015)              |                                                      |
| Giải vô địch bóng đá U-17 Nam Mỹ 2023 | Venezuela                                     | Lần thứ 2          | 2013              | Vòng bảng (2013)                 |                                                      |
| OFC (Châu Đại Dương)                  | Giải vô địch bóng đá U-17 châu Đại Dương 2022 | Nouvelle-Calédonie | Lần thứ 2         | 2017                             | Vòng bảng (2017)                                     |
| OFC (Châu Đại Dương)                  | Giải vô địch bóng đá U-17 châu Đại Dương 2022 | New Zealand        | Lần thứ 10        | 2019                             | Vòng 16 đội (2009, 2011, 2015)                       |
| UEFA (Châu Âu)                        | Giải vô địch bóng đá U-17 châu Âu 2023        | Anh                | Lần thứ 5         | 2017                             | Vô địch (2017)                                       |
| UEFA (Châu Âu)                        | Giải vô địch bóng đá U-17 châu Âu 2023        | Pháp               | Lần thứ 8         | 2019                             | Vô địch (2001)                                       |
| UEFA (Châu Âu)                        | Giải vô địch bóng đá U-17 châu Âu 2023        | Đức                | Lần thứ 11        | 2017                             | Á quân (1985)1                                       |
| UEFA (Châu Âu)                        | Giải vô địch bóng đá U-17 châu Âu 2023        | Ba Lan             | Lần thứ 3         | 1999                             | Hạng tư (1993)                                       |
| UEFA (Châu Âu)                        | Giải vô địch bóng đá U-17 châu Âu 2023        | Tây Ban Nha        | Lần thứ 11        | 2019                             | Á quân (1991, 2003, 2007, 2017)                      |

1. ^  Tham dự với tư cách Tây Đức.

### Đội hình
Các cầu thủ sinh vào hoặc sau ngày 1 tháng 1 năm 2006 và vào hoặc trước ngày 31 tháng 12 năm 2008 đều đủ điều kiện tham gia giải đấu.

### Hạt giống
24 đội được tổ chức để chia thành sáu nhóm bốn đội. Đội chủ nhà Indonesia tự động được xếp vào Nhóm 1 và vào vị trí đầu tiên của Bảng A, trong khi các đội còn lại được xếp vào các nhóm dựa trên kết quả của họ trong 5 mùa giải gần nhất (với các giải đấu gần đây có tỷ trọng cao hơn và  với năm điểm thưởng được thêm vào cho mỗi nhà vô địch trong số 6 nhà vô địch châu lục từ các giải đấu vòng loại năm 2023), như sau:
- 2011: 20% giá trị tổng số điểm;
- 2013: 40% giá trị tổng số điểm;
- 2015: 60% giá trị tổng số điểm;
- 2017: 80% giá trị tổng số điểm;
- 2019: 100% giá trị tổng số điểm.

| Nhóm | Đội                | Liên đoàn châu lục | 2011                                      | 2011                                      | 2013                                      | 2013                                      | 2015                                      | 2015                                      | 2017                                      | 2017                                      | 2019                                      | BP                                        | Tổng điểm                                 |
| Nhóm | Đội                | Liên đoàn châu lục | Điểm                                      | 20%                                       | Điểm                                      | 40%                                       | Điểm                                      | 60%                                       | Điểm                                      | 80%                                       | Điểm 100%                                 | BP                                        | Tổng điểm                                 |
| ---- | ------------------ | ------------------ | ----------------------------------------- | ----------------------------------------- | ----------------------------------------- | ----------------------------------------- | ----------------------------------------- | ----------------------------------------- | ----------------------------------------- | ----------------------------------------- | ----------------------------------------- | ----------------------------------------- | ----------------------------------------- |
| 1    | Indonesia          | AFC                | Nước chủ nhà, tự động được xếp vào Nhóm 1 | Nước chủ nhà, tự động được xếp vào Nhóm 1 | Nước chủ nhà, tự động được xếp vào Nhóm 1 | Nước chủ nhà, tự động được xếp vào Nhóm 1 | Nước chủ nhà, tự động được xếp vào Nhóm 1 | Nước chủ nhà, tự động được xếp vào Nhóm 1 | Nước chủ nhà, tự động được xếp vào Nhóm 1 | Nước chủ nhà, tự động được xếp vào Nhóm 1 | Nước chủ nhà, tự động được xếp vào Nhóm 1 | Nước chủ nhà, tự động được xếp vào Nhóm 1 | Nước chủ nhà, tự động được xếp vào Nhóm 1 |
| 1    | Brasil             | CONMEBOL           | 13                                        | 2.6                                       | 13                                        | 5.2                                       | 9                                         | 5.4                                       | 18                                        | 14.4                                      | 21                                        | +5                                        | 53.6                                      |
| 1    | México             | CONCACAF           | 21                                        | 4.2                                       | 13                                        | 5.2                                       | 13                                        | 7.8                                       | 2                                         | 1.6                                       | 11                                        | +5                                        | 34.8                                      |
| 1    | Pháp               | UEFA               | 8                                         | 1.6                                       | DNQ                                       | DNQ                                       | 10                                        | 6                                         | 9                                         | 7.2                                       | 18                                        |                                           | 32.8                                      |
| 1    | Tây Ban Nha        | UEFA               | DNQ                                       | DNQ                                       | DNQ                                       | DNQ                                       | DNQ                                       | DNQ                                       | 15                                        | 12                                        | 10                                        |                                           | 22                                        |
| 1    | Nhật Bản           | AFC                | 10                                        | 2                                         | 9                                         | 3.6                                       | DNQ                                       | DNQ                                       | 5                                         | 4                                         | 7                                         | +5                                        | 21.6                                      |
|      |                    |                    |                                           |                                           |                                           |                                           |                                           |                                           |                                           |                                           |                                           |                                           |                                           |
| 2    | Đức                | UEFA               | 18                                        | 3.6                                       | DNQ                                       | DNQ                                       | 6                                         | 3.6                                       | 9                                         | 7.2                                       | DNQ                                       | +5                                        | 19.4                                      |
| 2    | Mali               | CAF                | DNQ                                       | DNQ                                       | DNQ                                       | DNQ                                       | 16                                        | 9.6                                       | 12                                        | 9.6                                       | DNQ                                       |                                           | 19.2                                      |
| 2    | Anh                | UEFA               | 8                                         | 1.6                                       | 0                                         | 0                                         | 2                                         | 1.2                                       | 19                                        | 15.2                                      | DNQ                                       |                                           | 18                                        |
| 2    | Hàn Quốc           | AFC                | DNQ                                       | DNQ                                       | DNQ                                       | DNQ                                       | 7                                         | 4.2                                       | DNQ                                       | DNQ                                       | 9                                         |                                           | 13.2                                      |
| 2    | Argentina          | CONMEBOL           | 4                                         | 0.8                                       | 13                                        | 5.2                                       | 0                                         | 0                                         | DNQ                                       | DNQ                                       | 7                                         |                                           | 13                                        |
| 2    | Ecuador            | CONMEBOL           | 6                                         | 1.2                                       | DNQ                                       | DNQ                                       | 9                                         | 5.4                                       | DNQ                                       | DNQ                                       | 6                                         |                                           | 12.6                                      |
|      |                    |                    |                                           |                                           |                                           |                                           |                                           |                                           |                                           |                                           |                                           |                                           |                                           |
| 3    | New Zealand        | OFC                | 4                                         | 0.8                                       | 0                                         | 0                                         | 4                                         | 2.4                                       | 1                                         | 0.8                                       | 3                                         | +5                                        | 12                                        |
| 3    | Iran               | AFC                | DNQ                                       | DNQ                                       | 5                                         | 2                                         | DNQ                                       | DNQ                                       | 12                                        | 9.6                                       | DNQ                                       |                                           | 11.6                                      |
| 3    | Sénégal            | CAF                | DNQ                                       | DNQ                                       | DNQ                                       | DNQ                                       | DNQ                                       | DNQ                                       | DNQ                                       | DNQ                                       | 6                                         | +5                                        | 11                                        |
| 3    | Hoa Kỳ             | CONCACAF           | 4                                         | 0.8                                       | DNQ                                       | DNQ                                       | 1                                         | 0.6                                       | 9                                         | 7.2                                       | 1                                         |                                           | 9.6                                       |
| 3    | Uzbekistan         | AFC                | 9                                         | 1.8                                       | 7                                         | 2.8                                       | DNQ                                       | DNQ                                       | DNQ                                       | DNQ                                       | DNQ                                       |                                           | 4.6                                       |
| 3    | Maroc              | CAF                | DNQ                                       | DNQ                                       | 7                                         | 2.8                                       | DNQ                                       | DNQ                                       | DNQ                                       | DNQ                                       | DNQ                                       |                                           | 2.8                                       |
|      |                    |                    |                                           |                                           |                                           |                                           |                                           |                                           |                                           |                                           |                                           |                                           |                                           |
| 4    | Canada             | CONCACAF           | 2                                         | 0.4                                       | 2                                         | 0.8                                       | DNQ                                       | DNQ                                       | DNQ                                       | DNQ                                       | 0                                         |                                           | 1.2                                       |
| 4    | Nouvelle-Calédonie | OFC                | DNQ                                       | DNQ                                       | DNQ                                       | DNQ                                       | DNQ                                       | DNQ                                       | 1                                         | 0.8                                       | DNQ                                       |                                           | 0.8                                       |
| 4    | Panamá             | CONCACAF           | 3                                         | 0.6                                       | 0                                         | 0                                         | DNQ                                       | DNQ                                       | DNQ                                       | DNQ                                       | DNQ                                       |                                           | 0.6                                       |
| 4    | Venezuela          | CONMEBOL           | DNQ                                       | DNQ                                       | 0                                         | 0                                         | DNQ                                       | DNQ                                       | DNQ                                       | DNQ                                       | DNQ                                       |                                           | 0                                         |
| 4    | Burkina Faso       | CAF                | 0                                         | 0                                         | DNQ                                       | DNQ                                       | DNQ                                       | DNQ                                       | DNQ                                       | DNQ                                       | DNQ                                       |                                           | 0                                         |
| 4    | Ba Lan             | UEFA               | DNQ                                       | DNQ                                       | DNQ                                       | DNQ                                       | DNQ                                       | DNQ                                       | DNQ                                       | DNQ                                       | DNQ                                       |                                           | 0                                         |

## Bốc thăm
Lễ bốc thăm diễn ra lúc 16:00 (CEST) (21:00 (UTC+7)) ngày 15 tháng 9 năm 2023 tại trụ sở FIFA ở Zürich, Thụy Sĩ Buổi lễ được tổ chức bởi Mollie Kmita và được thực hiện bởi Giám đốc Giải đấu FIFA Jaime Yarza, với các cựu cầu thủ bóng đá Júlio César đến từ Brasil và Stephen Appiah đến từ Ghana, đóng vai trò trợ lý bốc thăm.
Lễ bốc thăm bắt đầu với các đội từ nhóm một được bốc thăm trước và xếp ở vị trí đầu tiên trong bảng của mình (chủ nhà Indonesia tự động được xếp vào A1). Sau đó, các đội từ nhóm 2 được bốc thăm, tiếp theo là nhóm 3 và nhóm 4, mỗi đội cũng được bốc thăm vào một trong các vị trí trong nhóm của mình, không nhóm nào có thể chứa nhiều hơn một đội từ mỗi liên đoàn.
Kết quả bốc thăm như sau:
| Vị trí | Đội       |
| ------ | --------- |
| A1     | Indonesia |
| A2     | Ecuador   |
| A3     | Panamá    |
| A4     | Maroc     |

| Vị trí | Đội         |
| ------ | ----------- |
| B1     | Tây Ban Nha |
| B2     | Canada      |
| B3     | Mali        |
| B4     | Uzbekistan  |

| Vị trí | Đội                |
| ------ | ------------------ |
| C1     | Brasil             |
| C2     | Iran               |
| C3     | Nouvelle-Calédonie |
| C4     | Anh                |

| Vị trí | Đội       |
| ------ | --------- |
| D1     | Nhật Bản  |
| D2     | Ba Lan    |
| D3     | Argentina |
| D4     | Sénégal   |

| Vị trí | Đội          |
| ------ | ------------ |
| E1     | Pháp         |
| E2     | Burkina Faso |
| E3     | Hàn Quốc     |
| E4     | Hoa Kỳ       |

| Vị trí | Đội         |
| ------ | ----------- |
| F1     | México      |
| F2     | Đức         |
| F3     | Venezuela   |
| F4     | New Zealand |

## Trọng tài
Có 18 trọng tài, 36 trợ lý trọng tài và 18 trợ lý trọng tài video cùng với 3 trọng tài hỗ trợ được lựa chọn để tham gia điều hành các trận đấu tại giải đấu.
| Liên đoàn | Trọng tài             | Trợ lý trọng tài                                    | Trợ lý trọng tài video                                                                   |                    |
| --------- | --------------------- | --------------------------------------------------- | ---------------------------------------------------------------------------------------- | ------------------ |
| AFC       | Omar Mohamed Al Ali   | Jasem Al Ali Saeed Rashed Al-Marzooqi               | Khalid Saleh Al-Turais Kate Jacewicz Abdullah Jamali                                     |                    |
| AFC       | Phó Minh              | Tào Nghị Mã Cát                                     | Khalid Saleh Al-Turais Kate Jacewicz Abdullah Jamali                                     |                    |
| AFC       | Ko Hyung-jin          | Yoon Jae Yeol Park Sang Jun                         | Khalid Saleh Al-Turais Kate Jacewicz Abdullah Jamali                                     |                    |
| CAF       | Pierre Ghislain Atcho | Boris Ditsoga Carine Atezambong Fomo                | Lahlou Benbraham Daniel Nii Laryea                                                       |                    |
| CAF       | Dahane Beida          | Dimbiniaina Andriatianarivelo Jonathan Ahonto Koffi | Lahlou Benbraham Daniel Nii Laryea                                                       |                    |
| CAF       | Ibrahim Mutaz         | Khalil Hassani Ahmed Hossan Eldin                   | Lahlou Benbraham Daniel Nii Laryea                                                       |                    |
| CONCACAF  | Selvin Brown          | Gerson Martinez Roney Valladares                    | Ismael Cornejo Joe Dickerson Tatiana Guzmán                                              |                    |
| CONCACAF  | Keylor Herrera        | William Chow Victor Ramirez Fonseca                 | Ismael Cornejo Joe Dickerson Tatiana Guzmán                                              |                    |
| CONCACAF  | Bryan López           | Luis Ventura Humberto Panjoj                        | Ismael Cornejo Joe Dickerson Tatiana Guzmán                                              |                    |
| CONMEBOL  | Augusto Aragón        | Ricardo Baren Andrés Tola                           | Igor Benevenuto Ricardo Molina Derlis López Jhon Perdomo                                 |                    |
| CONMEBOL  | Ivo Méndez            | Carlos Tapia Roger Orellana                         | Igor Benevenuto Ricardo Molina Derlis López Jhon Perdomo                                 |                    |
| CONMEBOL  | Roberto Pérez         | Alberto Garcia Enrique Pinto                        | Igor Benevenuto Ricardo Molina Derlis López Jhon Perdomo                                 |                    |
| CONMEBOL  | Gustavo Tejera        | Carlos Barreiro Andrés Nievas                       | Igor Benevenuto Ricardo Molina Derlis López Jhon Perdomo                                 |                    |
| OFC       | Không có trọng tài    | Không có trọng tài                                  | Không có trọng tài                                                                       | Không có trọng tài |
| UEFA      | Espen Eskås           | Jan Erik Engan Isaak Bashevkin                      | David Coote Aleandro Di Paolo Rob Dieperink Angelos Evangelou Fedayi San Ivaylo Stoyanov |                    |
| UEFA      | Morten Krogh          | Dennis Rasmussen Steffen Bramsen                    | David Coote Aleandro Di Paolo Rob Dieperink Angelos Evangelou Fedayi San Ivaylo Stoyanov |                    |
| UEFA      | Atilla Karaoğlan      | Ceyhun Sesigüzel Cevdet Kömürcüoglu                 | David Coote Aleandro Di Paolo Rob Dieperink Angelos Evangelou Fedayi San Ivaylo Stoyanov |                    |
| UEFA      | Rade Obrenovič        | Jure Praprotnik Grega Kordež                        | David Coote Aleandro Di Paolo Rob Dieperink Angelos Evangelou Fedayi San Ivaylo Stoyanov |                    |
| UEFA      | João Pinheiro         | Bruno Jesus Luciano Maia                            | David Coote Aleandro Di Paolo Rob Dieperink Angelos Evangelou Fedayi San Ivaylo Stoyanov |                    |

| Liên đoàn | Trọng tài hỗ trợ                              |
| --------- | --------------------------------------------- |
| AFC       | Aprisman Aranda Thoriq Alkatiri Yudi Nurcahya |

## Lễ khai mạc
Lễ khai mạc diễn ra vào ngày 10 tháng 11 năm 2023 tại sân vận động Gelora Bung Tomo ở Surabaya, trước trận khai mạc giữa Indonesia và Ecuador. Còn có sự tham gia biểu diễn của các ca sĩ đến từ Indonesia gồm Wika Salim và Aurélie Moeremans.

## Vòng bảng
Hai đội đứng đầu mỗi bảng và 4 đội xếp thứ ba có thành tích tốt nhất sẽ giành quyền vào vòng đấu loại trực tiếp.

### Các tiêu chí vòng bảng
Thứ hạng của các đội ở vòng bảng được xác định như sau:
1. Số điểm đạt được trong tất cả các trận đấu vòng bảng (ba điểm cho một trận thắng, một điểm cho một trận hòa, không có điểm cho một trận thua);
2. Hiệu số bàn thắng bại trong tất cả các trận đấu vòng bảng;
3. Số bàn thắng ghi được trong tất cả các trận đấu vòng bảng;
4. Số điểm có được trong các trận đấu giữa các đội được đề cập;
5. Hiệu số bàn thắng bại trong các trận đấu giữa các đội được đề cập;
6. Số bàn thắng ghi được trong các trận đấu giữa các đội được đề cập;
7. Điểm kỷ luật trong tất cả các trận đấu vòng bảng (chỉ có thể áp dụng một điểm trừ cho một cầu thủ trong một trận đấu):   - Thẻ vàng: −1 điểm;
  - Thẻ đỏ gián tiếp (thẻ vàng thứ 2): −3 điểm;
  - Thẻ đỏ trực tiếp: −4 điểm;
  - Thẻ vàng và thẻ đỏ trực tiếp: −5 điểm;
8. Quyết định bốc thăm của ban tổ chức.

Tất cả các trận đấu diễn ra theo giờ địa phương (UTC+7).

### Bảng A
| VT | Đội           | ST | T | H | B | BT | BB | HS | Đ | Giành quyền tham dự     |
| -- | ------------- | -- | - | - | - | -- | -- | -- | - | ----------------------- |
| 1  | Maroc         | 3  | 2 | 0 | 1 | 5  | 3  | +2 | 6 | Vòng đấu loại trực tiếp |
| 2  | Ecuador       | 3  | 1 | 2 | 0 | 4  | 2  | +2 | 5 | Vòng đấu loại trực tiếp |
| 3  | Indonesia (H) | 3  | 0 | 2 | 1 | 3  | 5  | −2 | 2 |                         |
| 4  | Panamá        | 3  | 0 | 2 | 1 | 2  | 4  | −2 | 2 |                         |

| Panamá | 0–2      | Maroc                         |
| ------ | -------- | ----------------------------- |
|        | Chi tiết | - Chlaghmo 16' - Ennair 90+5' |

| Indonesia    | 1–1      | Ecuador      |
| ------------ | -------- | ------------ |
| - Arkhan 22' | Chi tiết | - Obando 28' |

| Maroc | 0–2      | Ecuador                       |
| ----- | -------- | ----------------------------- |
|       | Chi tiết | - Bermúdez 62' (ph.đ.), 90+3' |

| Indonesia    | 1–1      | Panamá           |
| ------------ | -------- | ---------------- |
| - Arkhan 54' | Chi tiết | - Castillo 45+3' |

| Maroc                                               | 3–1      | Indonesia    |
| --------------------------------------------------- | -------- | ------------ |
| - Alaoui 29' (ph.đ.) - Aït Boudlal 39' - Hamony 64' | Chi tiết | - Asyura 42' |

| Ecuador    | 1–1      | Panamá         |
| ---------- | -------- | -------------- |
| - Ruiz 24' | Chi tiết | - Castillo 79' |

### Bảng B
| VT | Đội         | ST | T | H | B | BT | BB | HS | Đ | Giành quyền tham dự     |
| -- | ----------- | -- | - | - | - | -- | -- | -- | - | ----------------------- |
| 1  | Tây Ban Nha | 3  | 2 | 1 | 0 | 5  | 2  | +3 | 7 | Vòng đấu loại trực tiếp |
| 2  | Mali        | 3  | 2 | 0 | 1 | 8  | 2  | +6 | 6 | Vòng đấu loại trực tiếp |
| 3  | Uzbekistan  | 3  | 1 | 1 | 1 | 5  | 5  | 0  | 4 | Vòng đấu loại trực tiếp |
| 4  | Canada      | 3  | 0 | 0 | 3 | 1  | 10 | −9 | 0 |                         |

| Mali                            | 3–0      | Uzbekistan |
| ------------------------------- | -------- | ---------- |
| - Doumbia 30', 72' (ph.đ.), 75' | Chi tiết |            |

| Tây Ban Nha              | 2–0      | Canada |
| ------------------------ | -------- | ------ |
| - Guiu 21' - Junyent 76' | Chi tiết |        |

| Tây Ban Nha     | 1–0      | Mali |
| --------------- | -------- | ---- |
| - Hernández 62' | Chi tiết |      |

| Uzbekistan                            | 3–0      | Canada |
| ------------------------------------- | -------- | ------ |
| - Chukwu 22' (l.n.) - Saidov 24', 81' | Chi tiết |        |

| Uzbekistan                         | 2–2      | Tây Ban Nha              |
| ---------------------------------- | -------- | ------------------------ |
| - Shukurullayev 45+4' - Saidov 54' | Chi tiết | - Oyono 10' - Martín 19' |

| Canada       | 1–5      | Mali                                                                  |
| ------------ | -------- | --------------------------------------------------------------------- |
| - Chukwu 45' | Chi tiết | - I. Diarra 14' - Barry 26' - Kanaté 73' - Makalou 77' - Thiero 90+1' |

### Bảng C
| VT | Đội                | ST | T | H | B | BT | BB | HS  | Đ | Giành quyền tham dự     |
| -- | ------------------ | -- | - | - | - | -- | -- | --- | - | ----------------------- |
| 1  | Anh                | 3  | 2 | 0 | 1 | 13 | 3  | +10 | 6 | Vòng đấu loại trực tiếp |
| 2  | Brasil             | 3  | 2 | 0 | 1 | 13 | 4  | +9  | 6 | Vòng đấu loại trực tiếp |
| 3  | Iran               | 3  | 2 | 0 | 1 | 9  | 4  | +5  | 6 | Vòng đấu loại trực tiếp |
| 4  | Nouvelle-Calédonie | 3  | 0 | 0 | 3 | 0  | 24 | −24 | 0 |                         |

| Nouvelle-Calédonie | 0–10     | Anh |
| ------------------ | -------- | --- |
|                    | Chi tiết | - Russell-Denny 16' (ph.đ.) - Oboavwoduo 30', 57' - Dibling 35' - Acheampong 45+4' - Amo-Ameyaw 51' - Nwaneri 78' - Hanye 80' (l.n.) - Murray-Campbell 85' - McAllister 90+1' |

| Brasil                            | 2–3      | Iran                                       |
| --------------------------------- | -------- | ------------------------------------------ |
| - Rayan 28' - Zamani 45+2' (l.n.) | Chi tiết | - Barage 54' - Taheri 69' - Gholizadeh 73' |

| Brasil                                                                                             | 9–0      | Nouvelle-Calédonie |
| -------------------------------------------------------------------------------------------------- | -------- | ------------------ |
| - Rayan 28', 51' (ph.đ.) - Estevão 39' - Luighi 44' - Elias 46', 86', 90+4' - Reis 56' - Souza 61' | Chi tiết |                    |

| Anh                             | 2–1      | Iran         |
| ------------------------------- | -------- | ------------ |
| - Russell-Denny 63' - Ndala 90' | Chi tiết | - Zamani 31' |

| Anh                 | 1–2      | Brasil                         |
| ------------------- | -------- | ------------------------------ |
| - Ndala 71' (ph.đ.) | Chi tiết | - Kauã Elias 43' - Da Mata 54' |

| Iran                                                                  | 5–0      | Nouvelle-Calédonie |
| --------------------------------------------------------------------- | -------- | ------------------ |
| - Razzaghinia 17', 34' - Ghandipour 76' - Askari 90+6' - Taheri 90+8' | Chi tiết |                    |

### Bảng D
| VT | Đội       | ST | T | H | B | BT | BB | HS | Đ | Giành quyền tham dự     |
| -- | --------- | -- | - | - | - | -- | -- | -- | - | ----------------------- |
| 1  | Argentina | 3  | 2 | 0 | 1 | 8  | 3  | +5 | 6 | Vòng đấu loại trực tiếp |
| 2  | Sénégal   | 3  | 2 | 0 | 1 | 6  | 4  | +2 | 6 | Vòng đấu loại trực tiếp |
| 3  | Nhật Bản  | 3  | 2 | 0 | 1 | 4  | 3  | +1 | 6 | Vòng đấu loại trực tiếp |
| 4  | Ba Lan    | 3  | 0 | 0 | 3 | 1  | 9  | −8 | 0 |                         |

| Nhật Bản      | 1–0      | Ba Lan |
| ------------- | -------- | ------ |
| - Takaoka 77' | Chi tiết |        |

| Argentina       | 1–2      | Sénégal            |
| --------------- | -------- | ------------------ |
| - Ruberto 90+2' | Chi tiết | - A. Diouf 6', 38' |

| Sénégal                                  | 4–1      | Ba Lan       |
| ---------------------------------------- | -------- | ------------ |
| - Gueye 18', 52', 69' - Szala 30' (l.n.) | Chi tiết | - Reguła 66' |

| Nhật Bản      | 1–3      | Argentina                                 |
| ------------- | -------- | ----------------------------------------- |
| - Takaoka 50' | Chi tiết | - Echeverri 5' - Acuña 8' - Ruberto 90+9' |

| Sénégal | 0–2      | Nhật Bản           |
| ------- | -------- | ------------------ |
|         | Chi tiết | - Takaoka 62', 72' |

| Ba Lan | 0–4      | Argentina                                              |
| ------ | -------- | ------------------------------------------------------ |
|        | Chi tiết | - Laplace 34' - Ruberto 46' - Subiabre 52' - López 86' |

### Bảng E
| VT | Đội          | ST | T | H | B | BT | BB | HS | Đ | Giành quyền tham dự     |
| -- | ------------ | -- | - | - | - | -- | -- | -- | - | ----------------------- |
| 1  | Pháp         | 3  | 3 | 0 | 0 | 7  | 0  | +7 | 9 | Vòng đấu loại trực tiếp |
| 2  | Hoa Kỳ       | 3  | 2 | 0 | 1 | 5  | 5  | 0  | 6 | Vòng đấu loại trực tiếp |
| 3  | Burkina Faso | 3  | 1 | 0 | 2 | 3  | 6  | −3 | 3 |                         |
| 4  | Hàn Quốc     | 3  | 0 | 0 | 3 | 2  | 6  | −4 | 0 |                         |

| Pháp                                                      | 3–0      | Burkina Faso |
| --------------------------------------------------------- | -------- | ------------ |
| - Lambourde 49' - Tincres 81' (ph.đ.) - Gomis 87' (ph.đ.) | Chi tiết |              |

| Hàn Quốc             | 1–3      | Hoa Kỳ                           |
| -------------------- | -------- | -------------------------------- |
| - Kim Myeong-jun 35' | Chi tiết | - Berchimas 7', 73' - Medina 49' |

| Hoa Kỳ                           | 2–1      | Burkina Faso |
| -------------------------------- | -------- | ------------ |
| - Figueroa 45' - Berchimas 45+6' | Chi tiết | - Diarra 89' |

| Pháp         | 1–0      | Hàn Quốc |
| ------------ | -------- | -------- |
| - Amougou 2' | Chi tiết |          |

| Hoa Kỳ | 0–3      | Pháp                                |
| ------ | -------- | ----------------------------------- |
|        | Chi tiết | - Tincres 45+2', 82' - Meupiyou 86' |

| Burkina Faso                 | 2–1      | Hàn Quốc             |
| ---------------------------- | -------- | -------------------- |
| - Diarra 24' - A. Camara 86' | Chi tiết | - Kim Myeong-jun 49' |

### Bảng F
| VT | Đội         | ST | T | H | B | BT | BB | HS | Đ | Giành quyền tham dự     |
| -- | ----------- | -- | - | - | - | -- | -- | -- | - | ----------------------- |
| 1  | Đức         | 3  | 3 | 0 | 0 | 9  | 2  | +7 | 9 | Vòng đấu loại trực tiếp |
| 2  | México      | 3  | 1 | 1 | 1 | 7  | 5  | +2 | 4 | Vòng đấu loại trực tiếp |
| 3  | Venezuela   | 3  | 1 | 1 | 1 | 5  | 5  | 0  | 4 | Vòng đấu loại trực tiếp |
| 4  | New Zealand | 3  | 0 | 0 | 3 | 1  | 10 | −9 | 0 |                         |

| Venezuela                          | 3–0      | New Zealand |
| ---------------------------------- | -------- | ----------- |
| - Martínez 29' - Romero 87', 90+7' | Chi tiết |             |

| México        | 1–3      | Đức                                         |
| ------------- | -------- | ------------------------------------------- |
| - Jiménez 75' | Chi tiết | - Darvich 29' - Moerstedt 38' - Moreira 53' |

| México                     | 2–2      | Venezuela                          |
| -------------------------- | -------- | ---------------------------------- |
| - Carrillo 62' - Ortiz 67' | Chi tiết | - Cichero 6' - Profeta 84' (ph.đ.) |

| New Zealand            | 1–3      | Đức                                              |
| ---------------------- | -------- | ------------------------------------------------ |
| - Watson 90+1' (ph.đ.) | Chi tiết | - Brunner 45+7' - Moerstedt 60' - Yalçınkaya 81' |

| New Zealand | 0–4      | México                                                    |
| ----------- | -------- | --------------------------------------------------------- |
|             | Chi tiết | - Barajas 42' - Fernandez 47' - Carrillo 54', 67' (ph.đ.) |

| Đức                            | 3–0      | Venezuela |
| ------------------------------ | -------- | --------- |
| - Ramsak 1', 57' - Moreira 42' | Chi tiết |           |

### Xếp hạng các đội đứng thứ ba
Bốn đội đứng thứ ba có thành tích tốt nhất từ sáu bảng đấu sẽ tiến vào vòng đấu loại trực tiếp cùng với sáu đội nhất bảng và sáu đội nhì bảng.
| VT | Bg | Đội           | ST | T | H | B | BT | BB | HS | Đ | Giành quyền tham dự     |
| -- | -- | ------------- | -- | - | - | - | -- | -- | -- | - | ----------------------- |
| 1  | C  | Iran          | 3  | 2 | 0 | 1 | 9  | 4  | +5 | 6 | Vòng đấu loại trực tiếp |
| 2  | D  | Nhật Bản      | 3  | 2 | 0 | 1 | 4  | 3  | +1 | 6 | Vòng đấu loại trực tiếp |
| 3  | B  | Uzbekistan    | 3  | 1 | 1 | 1 | 5  | 5  | 0  | 4 | Vòng đấu loại trực tiếp |
| 4  | F  | Venezuela     | 3  | 1 | 1 | 1 | 5  | 5  | 0  | 4 | Vòng đấu loại trực tiếp |
| 5  | E  | Burkina Faso  | 3  | 1 | 0 | 2 | 3  | 6  | −3 | 3 |                         |
| 6  | A  | Indonesia (H) | 3  | 0 | 2 | 1 | 3  | 5  | −2 | 2 |                         |

## Vòng đấu loại trực tiếp
Ở vòng đấu loại trực tiếp, nếu trận đấu có tỷ số hòa khi kết thúc 90 phút thi đấu chính thức thì trận đấu sẽ được giải quyết bằng loạt sút luân lưu, không có hiệp phụ.
Ở vòng 16 đội, 4 đội xếp thứ ba gặp các đội nhất bảng A, B, C và D. Các trận đấu cụ thể giữa các đội xếp thứ ba sẽ phụ thuộc vào việc 4 đội xếp thứ ba nào đủ điều kiện tham dự vòng 16 đội.
| Đội hạng ba vượt qua vòng bảng | Đội hạng ba vượt qua vòng bảng | Đội hạng ba vượt qua vòng bảng | Đội hạng ba vượt qua vòng bảng | Đội hạng ba vượt qua vòng bảng | Đội hạng ba vượt qua vòng bảng | 1A vs | 1B vs | 1C vs | 1D vs |
| ------------------------------ | ------------------------------ | ------------------------------ | ------------------------------ | ------------------------------ | ------------------------------ | ----- | ----- | ----- | ----- |
| A                              | B                              | C                              | D                              |                                |                                | 3C    | 3D    | 3A    | 3B    |
| A                              | B                              | C                              |                                | E                              |                                | 3C    | 3A    | 3B    | 3E    |
| A                              | B                              | C                              |                                |                                | F                              | 3C    | 3A    | 3B    | 3F    |
| A                              | B                              |                                | D                              | E                              |                                | 3D    | 3A    | 3B    | 3E    |
| A                              | B                              |                                | D                              |                                | F                              | 3D    | 3A    | 3B    | 3F    |
| A                              | B                              |                                |                                | E                              | F                              | 3E    | 3A    | 3B    | 3F    |
| A                              |                                | C                              | D                              | E                              |                                | 3C    | 3D    | 3A    | 3E    |
| A                              |                                | C                              | D                              |                                | F                              | 3C    | 3D    | 3A    | 3F    |
| A                              |                                | C                              |                                | E                              | F                              | 3C    | 3A    | 3F    | 3E    |
| A                              |                                |                                | D                              | E                              | F                              | 3D    | 3A    | 3F    | 3E    |
|                                | B                              | C                              | D                              | E                              |                                | 3C    | 3D    | 3B    | 3E    |
|                                | B                              | C                              | D                              |                                | F                              | 3C    | 3D    | 3B    | 3F    |
|                                | B                              | C                              |                                | E                              | F                              | 3E    | 3C    | 3B    | 3F    |
|                                | B                              |                                | D                              | E                              | F                              | 3E    | 3D    | 3B    | 3F    |
|                                |                                | C                              | D                              | E                              | F                              | 3C    | 3D    | 3F    | 3E    |

### Sơ đồ
|  | Vòng 16 đội             | Vòng 16 đội             |                         |       | Tứ kết        | Tứ kết        |                        |                        | Bán kết | Bán kết |  |  | Chung kết | Chung kết |
|  |                         |                         |                         |       |               |               |                        |                        |         |         |  |  |           |           |
|  | 20 tháng 11 – Surakarta |                         |                         |       |               |               |                        |                        |         |         |  |  |           |           |
|  |                         |                         |                         |       |               |               |                        |                        |         |         |  |  |           |           |
|  | Ecuador                 | 1                       |                         |       |               |               |                        |                        |         |         |  |  |           |           |
|  | Ecuador                 | 1                       | 24 tháng 11 – Jakarta   |       |               |               |                        |                        |         |         |  |  |           |           |
|  | Brasil                  | 3                       |                         |       |               |               |                        |                        |         |         |  |  |           |           |
|  | Brasil                  | 3                       | Brasil                  | 0     |               |               |                        |                        |         |         |  |  |           |           |
|  | 21 tháng 11 – Bandung   |                         | Brasil                  | 0     |               |               |                        |                        |         |         |  |  |           |           |
|  |                         | Argentina               | 3                       |       |               |               |                        |                        |         |         |  |  |           |           |
|  | Argentina               | Argentina               | 3                       | 5     |               |               |                        |                        |         |         |  |  |           |           |
|  | Argentina               |                         | 28 tháng 11 – Surakarta | 5     |               |               |                        |                        |         |         |  |  |           |           |
|  | Venezuela               | 0                       |                         |       |               |               |                        |                        |         |         |  |  |           |           |
|  | Venezuela               | 0                       | Argentina               | 3 (2) |               |               |                        |                        |         |         |  |  |           |           |
|  | 20 tháng 11 – Surakarta |                         | Argentina               | 3 (2) |               |               |                        |                        |         |         |  |  |           |           |
|  |                         | Đức (p)                 | 3 (4)                   |       |               |               |                        |                        |         |         |  |  |           |           |
|  | Tây Ban Nha             | Đức (p)                 | 3 (4)                   | 2     |               |               |                        |                        |         |         |  |  |           |           |
|  | Tây Ban Nha             | 24 tháng 11 – Jakarta   |                         | 2     |               |               |                        |                        |         |         |  |  |           |           |
|  | Nhật Bản                | 1                       |                         |       |               |               |                        |                        |         |         |  |  |           |           |
|  | Nhật Bản                | 1                       | Tây Ban Nha             | 0     |               |               |                        |                        |         |         |  |  |           |           |
|  | 21 tháng 11 – Bandung   |                         | Tây Ban Nha             | 0     |               |               |                        |                        |         |         |  |  |           |           |
|  |                         | Đức                     | 1                       |       |               |               |                        |                        |         |         |  |  |           |           |
|  | Đức                     | Đức                     | 1                       | 3     |               |               |                        |                        |         |         |  |  |           |           |
|  | Đức                     |                         | 2 tháng 12 – Surakarta  | 3     |               |               |                        |                        |         |         |  |  |           |           |
|  | Hoa Kỳ                  | 2                       |                         |       |               |               |                        |                        |         |         |  |  |           |           |
|  | Hoa Kỳ                  | 2                       | Đức (p)                 | 2 (4) |               |               |                        |                        |         |         |  |  |           |           |
|  | 22 tháng 11 – Jakarta   |                         | Đức (p)                 | 2 (4) |               |               |                        |                        |         |         |  |  |           |           |
|  |                         | Pháp                    | 2 (3)                   |       |               |               |                        |                        |         |         |  |  |           |           |
|  | Pháp (p)                | Pháp                    | 2 (3)                   | 0 (5) |               |               |                        |                        |         |         |  |  |           |           |
|  | Pháp (p)                | 25 tháng 11 – Surakarta |                         | 0 (5) |               |               |                        |                        |         |         |  |  |           |           |
|  | Sénégal                 | 0 (3)                   |                         |       |               |               |                        |                        |         |         |  |  |           |           |
|  | Sénégal                 | 0 (3)                   | Pháp                    | 1     |               |               |                        |                        |         |         |  |  |           |           |
|  | 22 tháng 11 – Jakarta   |                         | Pháp                    | 1     |               |               |                        |                        |         |         |  |  |           |           |
|  |                         | Uzbekistan              | 0                       |       |               |               |                        |                        |         |         |  |  |           |           |
|  | Anh                     | Uzbekistan              | 0                       | 1     |               |               |                        |                        |         |         |  |  |           |           |
|  | Anh                     |                         | 28 tháng 11 – Surakarta | 1     |               |               |                        |                        |         |         |  |  |           |           |
|  | Uzbekistan              | 2                       |                         |       |               |               |                        |                        |         |         |  |  |           |           |
|  | Uzbekistan              | 2                       | Pháp                    | 2     |               |               |                        |                        |         |         |  |  |           |           |
|  | 21 tháng 11 – Surabaya  |                         | Pháp                    | 2     |               |               |                        |                        |         |         |  |  |           |           |
|  |                         | Mali                    | 1                       |       | Tranh hạng ba | Tranh hạng ba |                        |                        |         |         |  |  |           |           |
|  | Mali                    | Mali                    | 1                       | 5     | Tranh hạng ba | Tranh hạng ba |                        |                        |         |         |  |  |           |           |
|  | Mali                    | 25 tháng 11 – Surakarta | 25 tháng 11 – Surakarta | 5     |               |               | 1 tháng 12 – Surakarta | 1 tháng 12 – Surakarta |         |         |  |  |           |           |
|  | México                  | 25 tháng 11 – Surakarta | 25 tháng 11 – Surakarta | 0     |               |               | 1 tháng 12 – Surakarta | 1 tháng 12 – Surakarta |         |         |  |  |           |           |
|  | México                  | Mali                    | 1                       | 0     | Argentina     | 0             |                        |                        |         |         |  |  |           |           |
|  | 21 tháng 11 – Surabaya  | Mali                    | 1                       |       | Argentina     | 0             |                        |                        |         |         |  |  |           |           |
|  |                         | Maroc                   | 0                       |       | Mali          | 3             |                        |                        |         |         |  |  |           |           |
|  | Maroc (p)               | Maroc                   | 0                       | 1 (4) | Mali          | 3             |                        |                        |         |         |  |  |           |           |
|  | Maroc (p)               |                         |                         | 1 (4) |               |               |                        |                        |         |         |  |  |           |           |
|  | Iran                    | 1 (1)                   |                         |       |               |               |                        |                        |         |         |  |  |           |           |
|  | Iran                    | 1 (1)                   |                         |       |               |               |                        |                        |         |         |  |  |           |           |

### Vòng 16 đội
| Ecuador          | 1–3      | Brasil                          |
| ---------------- | -------- | ------------------------------- |
| - Bermúdez 45+4' | Chi tiết | - Estevão 14', 70' - Luighi 90' |

| Tây Ban Nha             | 2–1      | Nhật Bản     |
| ----------------------- | -------- | ------------ |
| - Junyent 8' - Guiu 74' | Chi tiết | - Nawata 40' |

| Mali                                                           | 5–0      | México |
| -------------------------------------------------------------- | -------- | ------ |
| - Barry 9', 13' - I. Diarra 15' - Kanaté 37' (ph.đ.) - Tia 50' | Chi tiết |        |

| Đức                                             | 3–2      | Hoa Kỳ                       |
| ----------------------------------------------- | -------- | ---------------------------- |
| - Herrmann 14' - Moerstedt 34' - Yalçınkaya 87' | Chi tiết | - Habroune 24' - Vazquez 80' |

| Argentina                                                                 | 5–0      | Venezuela |
| ------------------------------------------------------------------------- | -------- | --------- |
| - Balbo 15' (l.n.) - López 22' - Echeverri 32' - Ruberto 70' (ph.đ.), 78' | Chi tiết |           |

| Maroc                                  | 1–1      | Iran                            |
| -------------------------------------- | -------- | ------------------------------- |
| - Azaouzi 90+4'                        | Chi tiết | - Gholizadeh 73'                |
| Loạt sút luân lưu                      |          |                                 |
| - Ouazane - Azaouzi - Nazih - Zahouani | 4–1      | - Darvishaali - Nafari - Taheri |

| Anh         | 1–2      | Uzbekistan                |
| ----------- | -------- | ------------------------- |
| - Ndala 35' | Chi tiết | - Saidov 4' - Mirzaev 67' |

| Pháp                                               | 0–0      | Sénégal                            |
| -------------------------------------------------- | -------- | ---------------------------------- |
|                                                    | Chi tiết |                                    |
| Loạt sút luân lưu                                  |          |                                    |
| - Kayi Sanda - Zague - Tincres - Meupiyou - Sangui | 5–3      | - Gueye - Diong - Dorival - Sawane |

### Tứ kết
| Tây Ban Nha | 0–1      | Đức                   |
| ----------- | -------- | --------------------- |
|             | Chi tiết | - Brunner 64' (ph.đ.) |

| Brasil | 0–3      | Argentina                 |
| ------ | -------- | ------------------------- |
|        | Chi tiết | - Echeverri 28', 58', 71' |

| Pháp         | 1–0      | Uzbekistan |
| ------------ | -------- | ---------- |
| - Bouneb 83' | Chi tiết |            |

| Mali            | 1–0      | Maroc |
| --------------- | -------- | ----- |
| - I. Diarra 81' | Chi tiết |       |

### Bán kết
| Argentina                                            | 3–3      | Đức                                                |
| ---------------------------------------------------- | -------- | -------------------------------------------------- |
| - Ruberto 36', 45+4', 90+7'                          | Chi tiết | - Brunner 9', 58' - Moerstedt 69'                  |
| Loạt sút luân lưu                                    |          |                                                    |
| - Mastantuono - Echeverri - J. Giménez - J. Villalba | 2–4      | - Moreira - Ramsak - Jeltsch - Harchaoui - Brunner |

| Pháp                    | 2–1      | Mali              |
| ----------------------- | -------- | ----------------- |
| - Titi 56' - Bouneb 69' | Chi tiết | - I. Diarra 45+4' |

### Tranh hạng ba
| Argentina | 0–3      | Mali                                       |
| --------- | -------- | ------------------------------------------ |
|           | Chi tiết | - I. Diarra 9' - Doumbia 45' - Makalou 48' |

### Chung kết
| Đức                                                          | 2–2      | Pháp                                                        |
| ------------------------------------------------------------ | -------- | ----------------------------------------------------------- |
| - Brunner 29' (ph.đ.) - Darvich 51'                          | Chi tiết | - Bouabré 53' - Amougou 85'                                 |
| Loạt sút luân lưu                                            |          |                                                             |
| - Moreira - Ramsak - Moerstedt - Harchaoui - Brunner - Kabar | 4–3      | - Kayi Sanda - Bouneb - Sangui - Meupiyou - Tincres - Gomis |

## Vô địch
| Giải vô địch bóng đá U-17 thế giới 2023 |
| --------------------------------------- |
| · Đức · Lần thứ 1                       |

## Giải thưởng
| Quả bóng vàng                             | Quả bóng bạc                             | Quả bóng đồng                               |
| ----------------------------------------- | ---------------------------------------- | ------------------------------------------- |
| Paris Brunner                             | Hamidou Makalou                          | Mathis Amougou                              |
| Chiếc giày vàng                           | Chiếc giày bạc                           | Chiếc giày đồng                             |
| Agustín Ruberto (8 bàn thắng, 1 kiến tạo) | Ibrahim Diarra (5 bàn thắng, 4 kiến tạo) | Claudio Echeverri (5 bàn thắng, 2 kiến tạo) |
| Găng tay vàng                             |                                          |                                             |
| Paul Argney                               |                                          |                                             |
| Giải phong cách FIFA                      |                                          |                                             |
| Anh                                       |                                          |                                             |

## Thống kê
Đã có 175 bàn thắng ghi được trong 52 trận đấu, trung bình 3.37 bàn thắng mỗi trận đấu.
8 bàn thắng
- Agustín Ruberto

5 bàn thắng
- Claudio Echeverri
- Paris Brunner
- Ibrahim Diarra

4 bàn thắng
- Kauã Elias
- Max Moerstedt
- Rento Takaoka
- Mamadou Doumbia
- Amir Saidov

3 bàn thắng
- Estevão Willian
- Rayan
- Michael Bermúdez
- Joel Ndala
- Joan Tincres
- Mahamoud Barry
- Stephano Carrillo
- Idrissa Gueye
- Nimfasha Berchimas

2 bàn thắng
- Santiago López
- Luighi
- Jack Diarra
- Justin Oboavwoduo
- Reiss-Alexander Russell-Denny
- Ismail Bouneb
- Mathis Amougou
- Bilal Yalçınkaya
- Eric da Silva Moreira
- Noah Darvich
- Robert Ramsak
- Arkhan Kaka
- Amirmohammad Razzaghinia
- Esmaeil Gholizadeh
- Kasra Taheri
- Kim Myeong-jun
- Hamidou Makalou
- Ibrahim Kanaté
- Oldemar Castillo
- Amara Diouf
- Marc Guiu
- Quim Junyent
- Leenhan Romero

1 bàn thắng
- Ian Subiabre
- Thiago Laplace
- Valentino Acuña
- Da Mata
- João Souza
- Victor Reis
- Aboubacar Camara
- Richard Chukwu
- Allen Obando
- Elkin Ruiz
- Ethan Nwaneri
- Finley McAllister
- Harrison Murray-Campbell
- Josh Acheampong
- Sam Amo-Ameyaw
- Tyler Dibling
- Bastien Meupiyou
- Mathis Lambourde
- Saïmon Bouabré
- Tidiam Gomis
- Yvann Titi
- Charles Herrmann
- Nabil Asyura
- Abolfazl Zamani
- Mohammad Askari
- Reza Ghandipour
- Yaghoob Barajeh
- Gaku Nawata
- Ange Tia
- Ousmane Thiero
- Adrián Fernández de Lara
- Fidel Barajas
- Luis Ortiz
- Tahiel Jiménez
- Abdelhamid Aït Boudlal
- Anas Alaoui
- Ayman Ennair
- Mohamed Hamony
- Nassim Azaouzi
- Saifdine Chlaghmo
- Adam Watson
- Marcel Reguła
- Igor Oyono
- Juan Hernández
- Roberto Martin
- Cruz Medina
- David Vazquez
- Keyrol Figueroa
- Taha Habroune
- Behruz Shukurullayev
- Lazizbek Mirzaev
- Alejandro Cichero Terrero
- David Martínez
- Nicola Profeta

1 bàn phản lưới nhà
- Richard Chukwu (trong trận gặp Uzbekistan)
- Abolfazl Zamani (trong trận gặp Brazil)
- Wadria Hanye (trong trận gặp Anh)
- Dominik Szala (trong trận gặp Senegal)
- Luís Balbo (trong trận gặp Argentina)

## Bảng xếp hạng giải đấu
Theo quy ước thống kê trong bóng đá, các trận đấu được giải quyết bằng loạt sút luân lưu được tính là hòa.

| VT | Đội                | ST | T | H | B | BT | BB | HS  | Đ  | Kết quả chung cuộc    |
| -- | ------------------ | -- | - | - | - | -- | -- | --- | -- | --------------------- |
| 1  | Đức                | 7  | 5 | 2 | 0 | 18 | 9  | +9  | 17 | Vô địch               |
| 2  | Pháp               | 7  | 5 | 2 | 0 | 12 | 3  | +9  | 17 | Á quân                |
| 3  | Mali               | 7  | 5 | 0 | 2 | 18 | 4  | +14 | 15 | Hạng 3                |
| 4  | Argentina          | 7  | 4 | 1 | 2 | 19 | 9  | +10 | 13 | Hạng tư               |
|    |                    |    |   |   |   |    |    |     |    |                       |
| 5  | Tây Ban Nha        | 5  | 3 | 1 | 1 | 7  | 4  | +3  | 10 | Bị loại ở Tứ kết      |
| 6  | Brasil             | 5  | 3 | 0 | 2 | 16 | 8  | +8  | 9  | Bị loại ở Tứ kết      |
| 7  | Maroc              | 5  | 2 | 1 | 2 | 6  | 5  | +1  | 7  | Bị loại ở Tứ kết      |
| 8  | Uzbekistan         | 5  | 2 | 1 | 2 | 7  | 7  | 0   | 7  | Bị loại ở Tứ kết      |
|    |                    |    |   |   |   |    |    |     |    |                       |
| 9  | Iran               | 4  | 2 | 1 | 1 | 10 | 5  | +5  | 7  | Bị loại ở Vòng 16 đội |
| 10 | Sénégal            | 4  | 2 | 1 | 1 | 6  | 4  | +2  | 7  | Bị loại ở Vòng 16 đội |
| 11 | Anh                | 4  | 2 | 0 | 2 | 14 | 5  | +9  | 6  | Bị loại ở Vòng 16 đội |
| 12 | Nhật Bản           | 4  | 2 | 0 | 2 | 5  | 5  | 0   | 6  | Bị loại ở Vòng 16 đội |
| 13 | Hoa Kỳ             | 4  | 2 | 0 | 2 | 7  | 8  | −1  | 6  | Bị loại ở Vòng 16 đội |
| 14 | Ecuador            | 4  | 1 | 2 | 1 | 5  | 5  | 0   | 5  | Bị loại ở Vòng 16 đội |
| 15 | México             | 4  | 1 | 1 | 2 | 7  | 10 | −3  | 4  | Bị loại ở Vòng 16 đội |
| 16 | Venezuela          | 4  | 1 | 1 | 2 | 5  | 10 | −5  | 4  | Bị loại ở Vòng 16 đội |
|    |                    |    |   |   |   |    |    |     |    |                       |
| 17 | Burkina Faso       | 3  | 1 | 0 | 2 | 3  | 6  | −3  | 3  | Bị loại ở Vòng bảng   |
| 18 | Indonesia (H)      | 3  | 0 | 2 | 1 | 3  | 5  | −2  | 2  | Bị loại ở Vòng bảng   |
| 19 | Panamá             | 3  | 0 | 2 | 1 | 2  | 4  | −2  | 2  | Bị loại ở Vòng bảng   |
| 20 | Hàn Quốc           | 3  | 0 | 0 | 3 | 2  | 6  | −4  | 0  | Bị loại ở Vòng bảng   |
| 21 | Ba Lan             | 3  | 0 | 0 | 3 | 1  | 9  | −8  | 0  | Bị loại ở Vòng bảng   |
| 22 | Canada             | 3  | 0 | 0 | 3 | 1  | 10 | −9  | 0  | Bị loại ở Vòng bảng   |
| 23 | New Zealand        | 3  | 0 | 0 | 3 | 1  | 10 | −9  | 0  | Bị loại ở Vòng bảng   |
| 24 | Nouvelle-Calédonie | 3  | 0 | 0 | 3 | 0  | 24 | −24 | 0  | Bị loại ở Vòng bảng   |

## Tiếp thị

### Biểu trưng
Biểu trưng chính thức của giải đấu được giới thiệu trên FIFA+ vào ngày 1 tháng 9 năm 2023. Thiết kế sử dụng màu đỏ và trắng lấy cảm hứng từ quốc kỳ Indonesia, cũng như màu ngọc lam để tượng trưng cho vùng biển chảy qua quần đảo. Vương miện có hình quả bóng tượng trưng cho niềm đam mê bóng đá trên toàn thế giới.

### Tài trợ
| Đối tác của FIFA - Adidas - Coca-Cola (Sprite) - Wanda Group - Hyundai-Kia - Qatar Airways - Visa Hỗ trợ tổ chức - Amartha - BRImo - Indika Energy - Pertamina - PLN - Telkomsel |

## Biểu tượng

### Linh vật
Linh vật chính thức của giải đấu là Bacuya được kỳ vọng sẽ đóng vai trò quan trọng trong việc mời gọi các cổ động viên đến sân để xem các cầu thủ trẻ thế giới thi đấu. Bacuya hay Badak Cula Cahaya, chú tê giác có sừng dùng để chỉ một loài động vật có nguồn gốc từ Indonesia. Bacuya xuất hiện trong trang phục thi đấu của đội tuyển bóng đá quốc gia Indonesia màu đỏ và trắng.
Triết lý của Bacuya là triết lý của một chú tê giác Java trẻ tuổi rất nhút nhát và dè dặt. Bất chấp những đặc điểm này, sự tò mò buộc chú phải kiên cường chạy vào cánh đồng như thể đang tìm kiếm thứ gì đó. Bóng cỏ xanh thúc đẩy chú cho đến khi tìm thấy một quả bóng. Đột nhiên có điều gì đó bất thường xảy ra, sừng của chú sáng lên với màu sắc mới.

### Âm nhạc
Sau khi "Glorious" được chọn là bài hát chủ đề chính thức cho Giải vô địch bóng đá U-20 thế giới 2023, bài hát này của nhóm nhạc EDM Weird Genius của Indonesia một lần nữa được chọn là bài hát chủ đề chính thức cho giải đấu này. Với sự sắp xếp mới, bài hát còn có sự góp mặt của ba nghệ sĩ khác cũng đến từ Indonesia gồm: Lyodra Ginting, Tiara Andini và Ziva Magnolya (LTZ).

## Bản quyền phát sóng
- Hoa Kỳ: Fox Sports, Telemundo, Universo
- Indonesia: Emtek[26]
- Albania: RTSH
- Ba Lan: TVP Sport[27]
- Canada: TSN, RDS
- Argentina: TyC Sports
- New Zealand: Sky Sport
- Nhật Bản: BS Fuji, J Sports
- Senegal: RTS1 (chỉ một số trận của Senegal)
- Brasil: SporTV, CazéTV[28]
- Tiểu lục địa Ấn Độ: Sports18